# يورو يوري
يورو يوري (باليابانية: ゆるゆり، بالروماجي: yuru yuri) مانغا يابانية من تأليف ورسم ناموري. نشر لأول مرة في مجلة كوميك يوري هيم اس عام 2008 ثم نقلت إلى مجلة كوميك يوري هيم في عام 2010. اقتبست المانغا إلى مسلسل أنمي تلفزيوني في 2011، من إنتاج استوديو دوغا كوبو.

## القصة
تدور القصة عن نادي الشاي اللذي تم هجرة وتركه، فيتم أخذه من طرف 3 فتيات صديقات منذ الطفولة جيدات في لاشيء لذلك يقررن ان يحولنه إلى نادي المرح وتنظم اليهم فتاة أخرى بالخطأ تظنه نادي الشاي وهنا يحاول مجلس الطلبة التدخل في هذا.

## وصلات خارجية
يورو يوري على موقع ANN manga (الإنجليزية)